# De kale kapper
De kale kapper is het eenentachtigste stripverhaal uit de reeks van Suske en Wiske. Het is gepubliceerd in De Standaard en Het Nieuwsblad van 13 november 1970 tot en met 30 maart 1971. Willy Vandersteen en Paul Geerts werkten samen aan het verhaal.
De eerste albumuitgave in de Vierkleurenreeks was in augustus 1971, met nummer 122.

## Locaties
- België, een fictief deel van het Midden-Oosten (land van de Establieten, grensdorp, oase, woestijn, pleisterplaats voor karavanen, versterkte stad der Tilisfijnen, herberg, leeuwenkuil en gevangenis).

## Personages
- Suske, Wiske, tante Sidonia, Lambik, Jerom, professor Barabas, koning Teknozius (koning van de Establieten) met zijn drie zonen (Elvisius[1], Humperbram[2], Ringorias[3]) en vrouw Moami, Dilijla[4], Tilisfijnen[5], schildwachten, B. Zoedeling (handelaar in strijdwagens), barman, Com Peturius[6] de Wijze (raadsman van de koning).

## Uitvindingen
- De teletijdmachine

## Het verhaal
Lambik wordt op straat gepest om zijn kaalheid. Jerom blijkt lang haar te hebben genomen, omdat hij aan een zangcarrière werkt. Professor Barabas belt de vrienden en vraagt om hulp. De teletijdmachine is kapot en moet naar het constructieatelier bij de grens waar de machine is gebouwd. De professor vertelt dat de teletijdmachine stukging tijdens zijn onderzoek naar een haargroeimiddel bij de Establieten, een volk dat in de oudheid in het Midden-Oosten leefde. De vrienden gaan in een verhuiswagen op pad met de tijdmachine. Als Jerom tijdens een onweer begint te zingen, barsten de ruiten van de wagen en ze rijden een verlaten schuur binnen. Ze besluiten hier te overnachten.
De volgende dag verdwijnt er brood en Suske en Wiske zien een mysterieuze hand. Als Suske en Wiske weer thuis zijn, betrapt tante Sidonia hen 's nachts in de keuken. Dan ontdekt ze wat Suske en Wiske verbergen in de garage, ze besluit dit geheim te houden. Lambik en Jerom arriveren enkele dagen later, nadat ze de teletijdmachine hebben teruggebracht. Ze ontmoeten de drie zonen van koning Teknozias, die door de kapotte tijdmachine per ongeluk naar het heden zijn gestuurd en door Suske en Wiske verborgen werden gehouden. Elvisius speelt trommelongo, Ringorias speelt guitafon en Humperbram bespeelt de saxofazuin. De drie koningskinderen vertellen hun verhaal: hun moeder Maomi, koningin der Establieten, bezat een wonderbaarlijk haargroeimiddel. Ze gebruikten dit om hun haar te laten groeien om zo te protesteren tegen de wantoestanden in de welvaartsstaat. Dit deden ze ook door hun kleding en muziek. Vanwege hun lange haar − een teken van opstandigheid − werden ze echter door hun vader verstoten.  
Lambik kan de muziek van de langharige kinderen niet waarderen. Hij krijgt tevens een idee om het haargroeimiddel te bemachtigen. Hij neemt de drie koningskinderen mee naar het laboratorium van professor Barabas en flitst zichzelf samen met hen naar het Establieten-tijdperk. Ringorius, die Lambik niet vertrouwde, heeft een briefje achtergelaten. Suske en Wiske laten zich ook naar het tijdperk der Establieten flitsen. Als Lambik in het tijdperk van de Establieten is aangekomen, sluit hij de drie koningszonen op in een droge waterput en gaat dan op zoek naar koningin Moami. Hij redt een knappe jonge vrouw, Dilijla, van twee Tilisfijnen die haar willen ontvoeren en neemt haar mee naar het paleis. Dilijla legt uit dat de Establieten in oorlog zijn met de Tilisfijnen. Lambik stelt zich bij koningin Maomi voor als kapper en vertelt haar dat hij weet waar haar zoontjes zijn. Hij wordt hierop prompt tot hofkapper geslagen en krijgt een voorschot. Als Lambik de jongens met korte haren in het paleis terugbrengt, zal hij als beloning het haargroeimiddel van de koningin krijgen. 
Als Lambik door Dilijla dronken wordt gevoerd, verklapt hij aan haar dat de koningszonen in een waterput zitten. De drie jongens blijken even later door de Tilisfijnen te zijn meegenomen. Lambik koopt een strijdwagen en paarden en zet de achtervolging in, maar zonder succes. Suske en Wiske vinden Lambik, maar hij gaat er snel vandoor. Lambik komt bij een grenskamp van de Tilisfijnen en biedt zijn diensten als kapper aan. Zo weet hij bij de drie jongens te komen, die echter kunnen voorkomen dat hun haar wordt geknipt. 
Lambik wordt door de Tilisfijnen gevangengenomen en ter dood veroordeeld. Suske en Wiske gaan ook naar het kamp en ze kunnen Elvisius, Ringorias en Humperbram bevrijden. Lambik wordt door de kinderen uit de bakoven waarin de Tilisfijnen hem hebben gestopt bevrijd en ze kunnen samen een oase bereiken. Lambik wil 's nachts stiekem de haren van de koningszonen afknippen, maar Suske betrapt hem. Lambik vlucht op een kameel de woestijn in. Hij wordt opnieuw gevangengenomen door de Tilisfijnen en verraadt dan zijn vrienden, voor zijn vrijheid. Lambik komt vol wroeging aan in een pleisterplaats voor karavanen en hier treft hij Dilijla opnieuw. Hij probeert haar tijdens een wandeling in de wildernis het hof te maken, als er een leeuw verschijnt. Jerom, die heeft besloten om toch maar met de tijdmachine zijn vrienden achterna te reizen, is ineens ter plekke en verjaagt de leeuw. Hij maakt hiermee veel indruk op Dilijla, tot ergernis van Lambik. 
Jerom en Lambik gaan naar de versterkte stad der Tilisfijnen. Jerom zingt erg hard, waardoor de muren van de stad ineenstorten. Lambik vindt een ezelskaakbeen en Jerom verjaagt hiermee het Tilisfijnse leger. Lambik gaat stiekem de stad in en hoort in een herberg dat Dilijla in werkelijkheid een Tilisfijnse spionne is. Haar ontvoering was in scène gezet en zij heeft de Tilisfijnen verteld dat de koningskinderen in de waterput zaten. Lambik knipt de Tilisfijnse soldaten en hij mag een kapperszaak openen van de hoofdman. Lambik krijgt veel informatie van zijn klanten en hoort zo ook waar de kinderen zijn gevangengezet.
Een tovenaar die in dienst is van de Tilisfijnen heeft een formule gemaakt voor een drankje dat Jerom krachteloos zal maken. Dilijla probeert Jerom in te palmen, maar Jerom gaat hier niet op in. De beledigde en wraakzuchtige Dilijla maakt het toverdrankje met behulp van Jeroms haar, dat ze afknipt. Nadat Jerom door het drankje al zijn kracht heeft verloren wordt hij door de Tilisfijnen naar de stad gebracht, waar hij een kweern moet rondduwen. Dilijla krijgt berouw als ze dit ziet. Ze hoort ook dat Jerom en de kinderen als voedsel voor de leeuwen zullen dienen. 
Lambik komt in de cel waar Suske, Wiske en de drie koningszonen zitten. Wiske gooit alle scharen uit het raam zodat Lambik niet kan gaan knippen. Dilijla gaat naar koning Teknozias en koningin Maomi. De koning weigert zijn eigen zonen te hulp te komen, dit zou geen goed voorbeeld zijn voor het land. Dilijla krijgt van de koningin wel een drankje dat Jerom zijn kracht teruggeeft. Als Jerom weer de oude is, duwt hij de tempel van de Tilisfijnen in elkaar en hij kan Suske en Wiske nog op tijd redden van de leeuwenkuil. Lambik zwerft intussen met de zonen van koning Teknozias door de woestijn, ze dreigen om te komen van de dorst. Jerom vindt hen terug en voorkomt nog net dat Lambik de haren van de jongens afknipt. De koningin arriveert met haar gevolg en geeft iedereen water. Ze vertelt dat Com Peturius heeft ontdekt dat lange haren toch niet zo schadelijk zijn voor het land. Lambik hoort tot zijn frustratie dat al het haargroeimiddel op is, de koningin heeft alles aan Jerom gegeven zodat die zijn kracht terug zou krijgen. 
De vrienden worden door Sidonia naar hun eigen tijd teruggeflitst. Jerom knipt zijn lange haren af, hij heeft besloten een punt achter zijn zangcarrière te zetten. De studio’s bleken niet tegen zijn krachtige stem te kunnen. Lambik heeft besloten dat hij het toch niet erg vindt om kaal te zijn.

## Achtergronden bij het verhaal
- Het verhaal gaat deels over de hippiecultuur van eind jaren 60 en begin jaren 70, die met wantrouwen bekeken werd door de oudere generatie. De drie koningszonen hebben behalve lang haar ook toepasselijke namen, die verwijzen naar respectievelijk Ringo Starr, Elvis Presley en Engelbert Humperdinck. Ook Jerom staat met zijn lange haar en carrière als zanger duidelijk model voor de hippiecultuur.[7]
- Een tweede belangrijke inspiratiebron voor De kale kapper vormt het verhaal van Simson en Delila uit het Oude Testament. Jerom die vecht tegen de Tilisfijnen staat model voor Simson in diens strijd tegen de Filistijnen. Simson sloeg volgens het Bijbelse verhaal duizend Filistijnen dood met een ezelskaak; Jerom slaat met zijn ezelskaak precies evenveel Tilisfijnen neer. Jerom verliest net als Simson zijn kracht nadat zijn haar is afgeknipt door de verraadster Dilijla. Simson verwoestte de Filistijnse tempel door de zuilen uit elkaar te duwen, precies zoals Jerom.
- Een woordgrapje waarbij koningin Moami bij Lambiks bezoek tegen een van haar wachters zegt: "Sla deze man dood... eenvoudig tot hofkapper" was al eerder gebruikt in De stalen bloempot en De gouden cirkel. Op enkele plaatjes beginnen alle woorden in de tekstballonnen met dezelfde letter, wat al eerder was gedaan in De geverniste zeerovers.
- Het verhaal is ook in het Frans uitgegeven, als Bob et Bobette – les ciseaux magiques.
- De naam "Establieten" is een verwijzing naar de Elamieten, een volk dat in de oudheid leefde ten zuidwesten van Sumer en Babylon, in het huidige Iran. Tegelijk is dit mogelijk op nog een andere manier een woordspeling, namelijk als verwijzing naar de gevestigde orde in de tijd waarin het verhaal uitkwam – ofwel het "establishment" – waartegen de hippies zich afzetten, tevens een belangrijk thema is in dit verhaal.